# Distrito de Bruck-Mürzzuschlag
El distrito de Bruck-Mürzzuschlag es un distrito político del estado de Estiria. Fue creado el 1 de enero de 2013 mediante la fusión de los distritos de Bruck an der Mur y Mürzzuschlag. Es el cuarto distrito más grande de Austria en términos de superficie.

## División administrativa
Dos años más tarde y como parte de la reforma estructural municipalidad de Estiria, el número de municipios en el distrito se redujo significativamente, de 37 a 19, a partir del 1 de enero de 2015. Incluyendo cinco ciudades y diez pueblos.
- Aflenz
- Breitenau am Hochlantsch
- Bruck an der Mur
- Kapfenberg
- Kindberg
- Krieglach
- Langenwang
- Mariazell
- Mürzzuschlag
- Neuberg an der Mürz
- Pernegg an der Mur
- Sankt Barbara im Mürztal
- Sankt Lorenzen im Mürztal
- Sankt Marein im Mürztal
- Spital am Semmering
- Stanz im Mürztal
- Thörl
- Tragöß-Sankt Katharein
- Turnau[1]